# Будинок Вертипороха
Буди́нок Верти́пороха — колишній прибутковий будинок на Межигірській вулиці, 33/19 у Києві. Пам'ятка архітектури у стилі неоренесанс. Перебуває в аварійному стані. Зразок забудови Подолу оригінального архітектурного вирішення.

## Історія

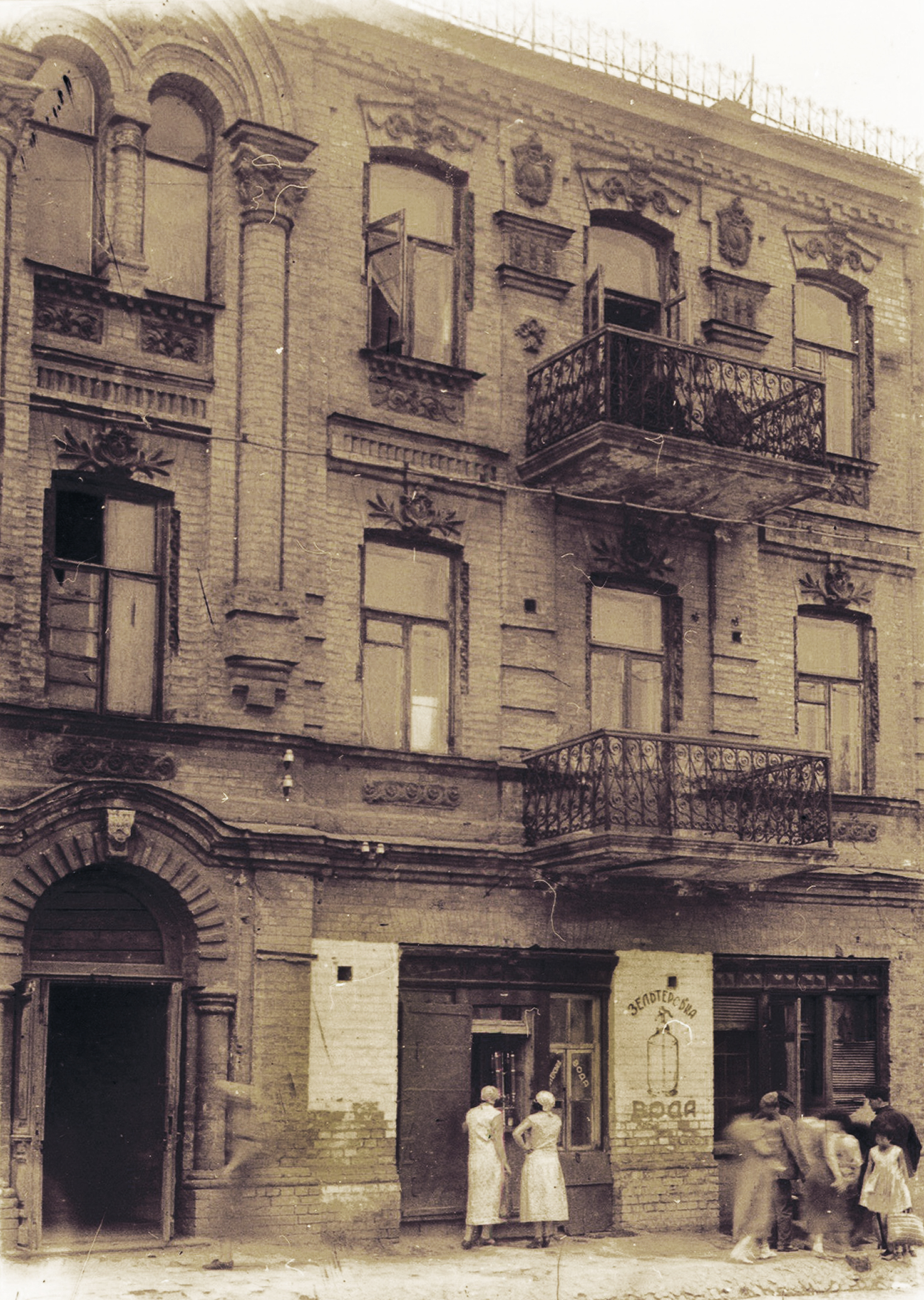
Фото 1934 року

Садиба на розі вулиць Межигірської і Щекавицької належала родині колишнього чернігівського купця О. Вертипороха. У середині ХІХ ст. тут стояли дерев'яні споруди. Наприкінці сторіччя дружина купця і нова власниця Г. Вертипорох замовила спорудити кам'яний прибутковий будинок.
Приміщення першого поверху пристосували під крамниці. Для цієї мети двері та віконні прорізи переробили.
Після встановлення в Києві радянської влади будинок націоналізували й облаштували в ньому комунальні квартири для робітників і службовців.
Поставлений на облік  пам'яток архітектури (охоронний номер № 970-Кв).

## Архітектура

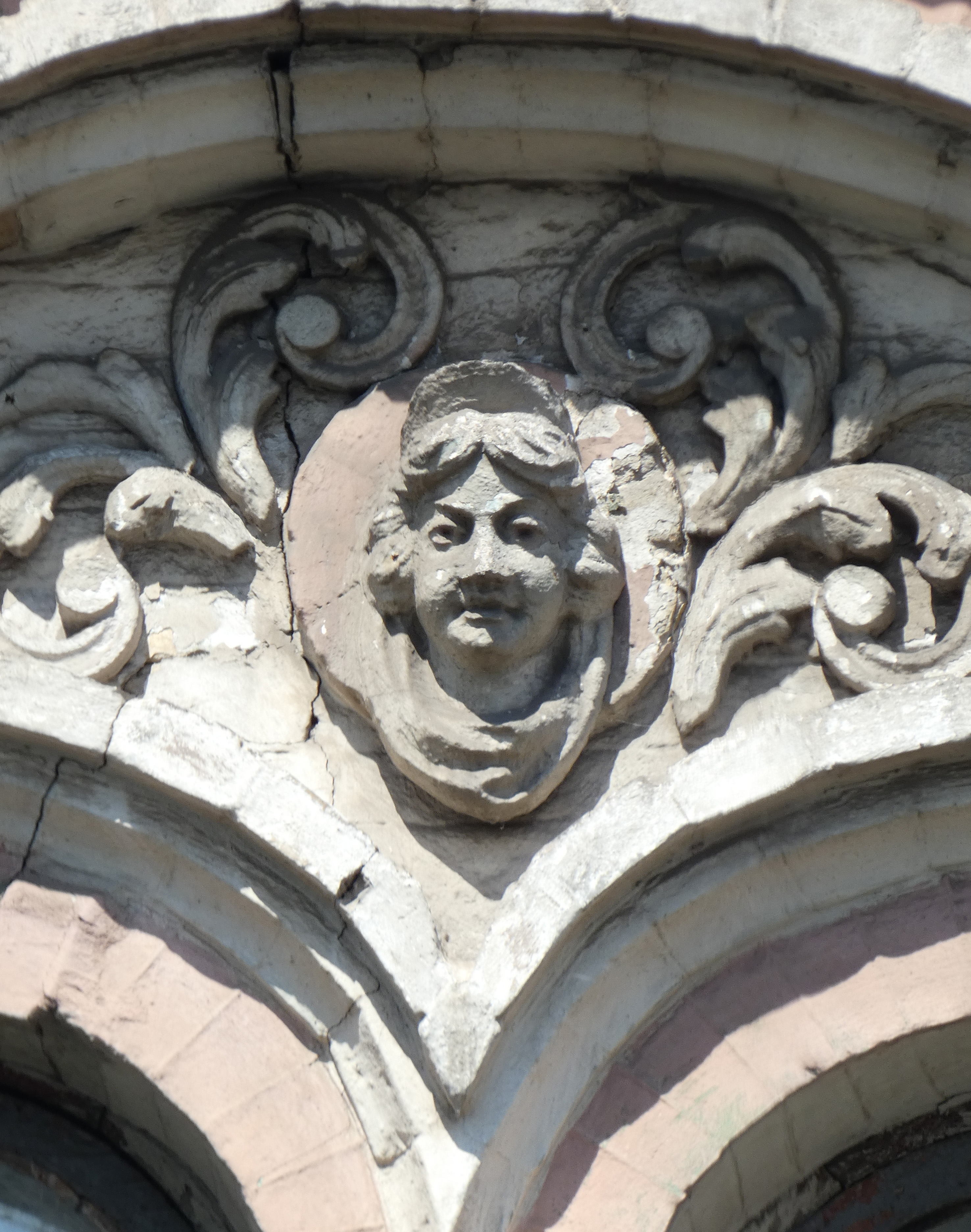
Маскарон

Триповерхова будівля — цегляна, пофарбована, Г-подібна у плані. Має зрізане наріжжя. Оформлена в стилі неоренесанс.
Композиція обох фасадів асиметрична. Між прямокутними віконними прорізами другого поверху — пілястри, оздоблені стилізованими капітелями з листям аканта. На верхньому поверсі вікна чергуються зі здвоєними венеціанськими.
На першому поверсі наріжжя — вхід, на другому та третьому — балкони з дверними отворами. Верхні поверхи фасаду об'єднано лізенами з архівольтом. Над першим поверхом оздоблений гурт і вінцевий карниз. З боку Щекавицької вулиці балкони прикрашені ґратами вишуканого орнаменту. Фасади оздоблені ліпленням і цегляним орнаментом: маскароном, голівкою путті, листям аканта і гірляндами.

## Знищення пам'ятки

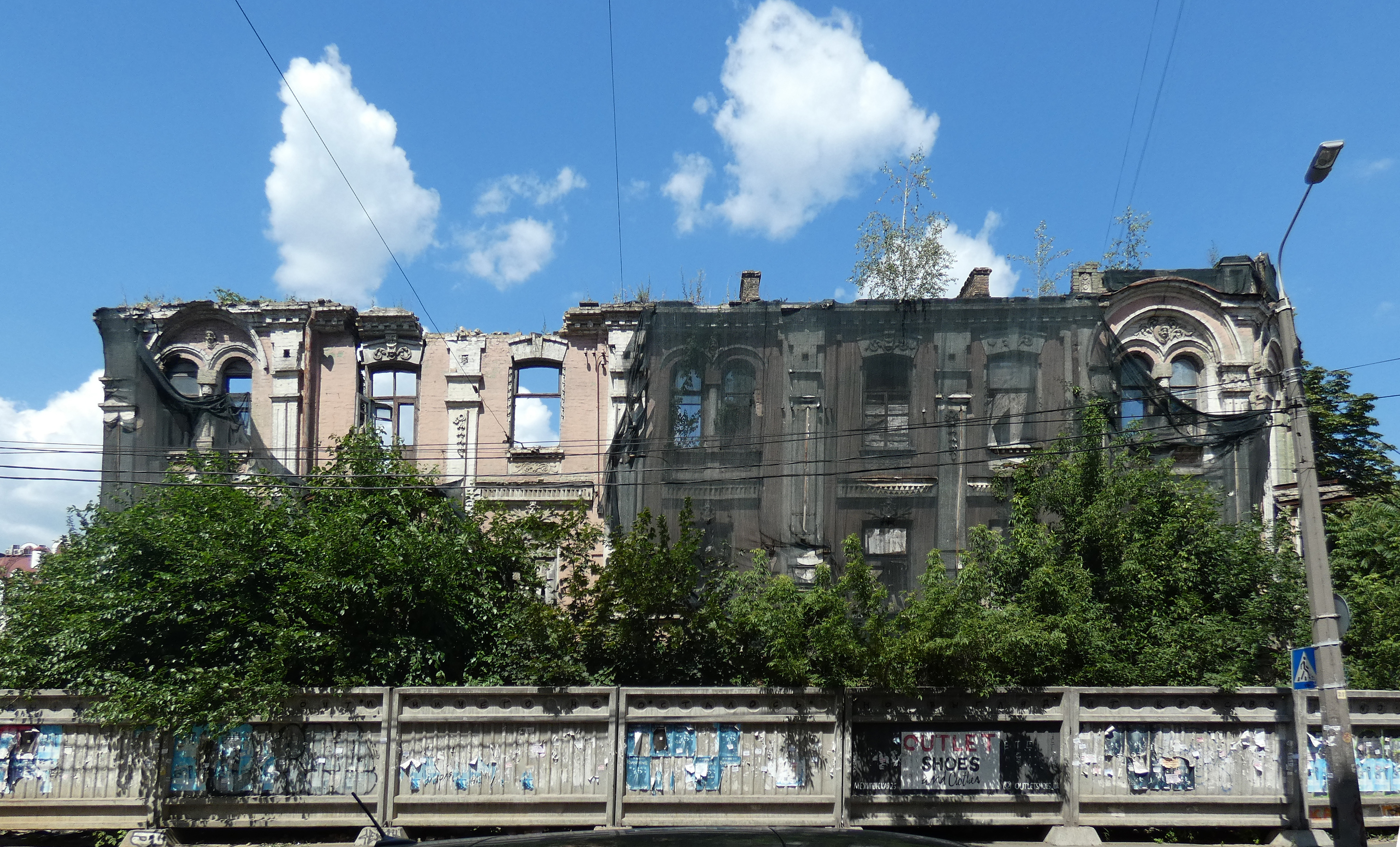
Руїни пам'ятки

1 лютого 2001 року Управління з питань майна Подільської районної державної адміністрації міста Києва і Закрите акціонерне товариство «Українські сателітарні системи» уклали договір № 2584 оренди будинку на Щекавицькій, 19/33-А загальною площею 1 258,8 кв.м. Бізнесменів зобов'язали реконструювати будинок. Фірма відселила мешканців і демонтувала аварійні балкони. Будинку надали статус нежитлового.
12 грудня 2007 року Подільська райдержадміністрації без конкурсу віддала споруду на приватизацію. Першочергове право викупу автоматично перейшло фірмі-орендарю. Фірма заплатила 4,9 мільйона гривень, а 5 вересня 2008 року перепродала будинок ТОВ «Подол Інвест» (кінцевий бенефіціарний власник Мірзаєв Валерій Наріман огли).
Новий власник реконструкції не проводив. Тому робилися спроби повернути його у власність міста. Прокуратура Подільського району звернувся з відповідним позовом до Господарського суду міста Києва, але справу програла.
Будинок кілька разів займався. Перша пожежа спалахнула 2007 року, інші — в 2014 і 2017 роках.
Управління культурної спадщини звернулося до фірми з вимогою надати роз'яснення про доведення пам'ятки до жалюгідного стану. У своєму листі від 2014 року фірма «Подол Інвест» відповіла, що вона не має прав на землекористування, а отже,  не може виконувати будь-які роботи щодо збереження пам'ятки архітектури та проведення протиаварійних заходів. Бізнесмени також зазначили:
|  | Дана будівля може бути відновлена тільки шляхом знесення та відтворення у первинному стані або в інших архітектурних формах. |

У липні 2025 року суд першої інстанції задовольнив позов Київської міської прокуратури від 2021 року та зобов'язав власника будинку укласти охоронний договір на пам’ятку та здійснити необхідні консерваційні заходи. У рішенні суду підкреслено, що право власності на об’єкти культурної спадщини не може використовуватись на шкоду інтересам суспільства, а власник несе відповідальність за збереження таких пам’яток.